# Igor Abakoumov
Igor Abakoumov (født 30. maj 1981) er en belgisk professionel cykelrytter, som cykler for det professionelle cykelhold Mitsubishi-MKG-Jartazi.